# Dani Reiss
Dani Reiss, CM, född 7 november 1973, är en kanadensisk företagsledare, affärsman och entreprenör, som är styrelseordförande och verkställande direktör för klädföretaget Canada Goose sedan 2001.